# Sippi Arsuang
Der Sippi Arsuang (auch Rāmiu Taung) ist ein Berg in Bangladesch.

## Lage
Der Gipfel des Bergs liegt im Südosten Bangladeschs im Norden der Upazila Ruma in dem zu den Chittagong Hill Tracts der Division Chittagong gehörenden Distrikt Bandarban in den Mizo Hills, einer Hügelkette, die einen südlichen Ausläufer des Himalaya bildet, etwa zehn Kilometer westlich der Grenze zu Myanmar. 

## Höhe
ACME Mapper gibt die Höhe des Berges mit 907 Meter an. Damit zählt der Sippi Arsuang zu den höchsten Erhebungen Bangladeschs. Ferner ist er der am weitesten im Norden gelegene Berg in Bangladesch mit einer Höhe von 900 Meter oder mehr.
Der nächstgelegene Berg, der höher ist als der Sippi Arsuang, ist der etwa 20 Kilometer südöstlich gelegene Dumlong (997 m).